# Mário Vázquez Raña
Mario Vázquez Raña (7 de Junho de 1932, Cidade do México — Cidade do México, 08 de fevereiro de 2015), foi um empresário mexicano e administrador desportivo nacional e olímpico. Em 5 de Abril de 2008, chamou atenção ao falar que a situação da China com o Tibete "é um problemas chinês e, não é uma questão para os Jogos Olímpicos".

## Carreira
- Presidente do Conselho de Administração da Companhia Hermanos Vásquez (1960-1980);
- Presidente e Diretor Geral das "Organizacion Editorial Mexicana" (1975-), o maior jornal empresarial da América Latina, "Cartones Ponderosa" (2001-) e proprietário da United Press International (1985-1988)[3][4]

.

## Esportes
Participou de competições de tiroteio mexicano e internacional em 1960.

### Administração Desportiva
- Presidente da Federação Mexicana de Tiro (1969-1974);
- Presidente da American Shooting Confederation (1973-1979);
- Vice-presidente da Confederação Mexicana Desporto (1973-1976);
- Membro (1972-) e Presidente (1974-2001) do CON Mexicano;
- Presidente do Comite de Organização dos Jogos Pan-Americanos (1975);
- Presidente da Organização Desportiva Pan-Americana (ODEPA) (1975 -);
- Presidente da Comissão Internacional de Solidariedade Olímpica para o continente americano (1975 -);
- Presidente da Associação de Comitês Olímpicos Nacionais (ANOC) (1979 -)